# Mathieu Flamini
Mathieu Flamini (Marseille, 1984. március 7. –) francia válogatott labdarúgó, posztját tekintve középpályás.

## Pályafutása[1]
Olympique Marseille (2001-04)
1984-ben, Marseille-ben született, szülővárosában, az Olympique Marseille csapatában kezdte el megismerni a labdarúgás alapjait. 2003-ban, 19 évesen mutatkozott be a felnőtteknél, majd a májusi Valencia ellen 2-0-ra elveszített UEFA-kupa döntőben is pályára lépett. Flamini marseille-i profi karrierje nagyjából itt le is zárult, az Arsenal azonnal jelentkezett érte és el is vitte. Igaz, az OM vezetőségével kialakult egy kisebb vita, hiszen Flamini szóban már megegyezett nevelőklubjával a hosszabbításról, ám végül 480 ezer euró ellenében Londonba költözött.
Arsenal (2004-08)
Az „ágyúsoknál” először négy évet töltött el, sok esetben alapemberként bizonyíthatott, de előfordult, hogy rotációs játékosként kapott lehetőséget. A középső középpályást a góllövés mesterének ugyan nem nevezhetjük, de nem egyszer fordult elő, hogy kulcsfontosságú pillanatokban talált be. 2007-ben a Brimingham közel állt hozzá, hogy leigazolja a franciát, ám ő végül maradt az Arsenalnál.
2008-ban viszont nem hosszabbított egymással a játékos és a klub, így az AC Milan ingyen szerezhette meg.
AC Milan (2008-13)
Olaszországban öt vegyes szezont tudhatott a háta mögött, előfordult, hogy kiszorult a csapatból, de a legfontosabb idényben, a 2010/11-esben bőven kapott szerepet. A piros-feketék megnyerték a 18. bajnoki címüket Flaminivel a tengelyben. A marseille-i focista 2011 nyarán súlyos térdsérülést szenvedett, így a komplett szezont kénytelen volt kihagyni. Eközben ráadásul lejárt a kontraktusa is, a klub először kirakta, majd megegyezett vele egy újabb éves szerződésről.
Arsenal (2013-16)
2013-ban csapat nélkül maradt az akkor 29 éves játékos, így visszatért az Arsenalhoz a felkészülési időszakra, hogy fizikálisan rendbe szedje magát és találjon egy új együttest. A nyár végén maradt is az „ágyúsoknál” újabb három évre, de ezúttal trófeát is akart nyerni. Mivel a 2005-ös FA Kupa-győzelem során nem volt nevezve a keretbe, így a 2014-es és a 2015-ös sikert jóízűen emészthette meg Flamini, aki 2016-ban végleg elhagyta Londont. Az Arsenal mezében összesen 246 meccsen lépett pályára és 13 gólt szerzett.
Crystal Palace (2016-17)

## Sikerei, díjai
Marseille
- Ezüstérmes
  - UEFA-kupa: 2004

Arsenal
- Győztes
  - FA-kupa: 2005, 2014
  - Emirates-kupa: 2007
  - Amsterdam Tournament: 2007
  - Community Shield, 2014
- Ezüstérmes
  - Bajnokok Ligája: 2006
  - Ligakupa: 2007

AC Milan
- Győztes
  - Olasz bajnokság – Serie A: 2010-2011
  - Olasz-szuperkupa: 2011